# 自殺熱線
《自杀热线》是一部2013年的英國劇情短片，麥特·科比執導，編劇由麥特和詹姆斯·盧卡斯共同擔當，並拿下第87屆奧斯卡金像獎最佳實景短片獎。
影片講述擔任危機熱線顧問的 Heather (莎莉·霍金斯 飾)接到一通因妻子離世而想不開的諮詢電話，她一邊安撫對方，一邊與時間賽跑找出這位匿名通話者。

## 演員
- 莎莉·霍金斯 飾 Heather
- 吉姆·布洛班特 配音 Stanley
- 愛德華·豪格（英语：Edward Hogg） 飾 Daniel
- 普魯內拉·斯凱爾斯（英语：Prunella Scales）飾 Joan

## 榮譽
| 獎稱               | 獎項                 | 結果 |
| ------------------ | -------------------- | ---- |
| 第87屆奧斯卡金像獎 | 奧斯卡最佳實景短片獎 | 獲獎 |

## 外部連結
- 官方网站
- 互联网电影数据库（IMDb）上《The Phone Call》的资料（英文）